# وي يان تاو
وي يان تاو هو لاعب تنس الطاولة صيني، ولد في 12 فبراير 1986 في الصين.